# Il falco rosso
Il falco rosso è un film del 1949 diretto da Carlo Ludovico Bragaglia.

## Trama
In Italia, all'epoca della dominazione normanna, un principe straniero ha usurpato il possesso di un feudo instaurando un regime di violenza e oppressione. Il figlio del legittimo signore, rientrato in patria dopo la morte del padre decide di battere l'usurpatore con l'astuzia. Spacciatosi per un poeta greco viene ospitato nel castello dove il principe ha stabilito lo propria residenza e dove il giovane inizia una duplice esistenza: mentre al castello è il poeta, nelle segrete spedizioni notturne diventa l'audace "Falco Rosso", che con pochi seguaci porta il terrore nelle file normanne.

## Distribuzione
Il film venne distribuito nelle sale cinematografiche italiane dal 5 dicembre 1949.
Il 28 agosto del 1952 uscì in Francia con il titolo Le faucon rouge.

## Critica
Il 15 aprile 1950, Fabrizio Gabella scrisse su Intermezzo: «È incredibile che in un'epoca come la nostra possano essere ancora proiettate pellicole come questa diretta da Bragaglia: eppure bisogna arrendersi all'evidenza. L'intero film è un impasto di dilettantismo e insipienza cinematografica che non riesce nemmeno a centrare il ridicolo. Gli attori hanno recitato conformemente al livello della pellicola, con supremo sprezzo della loro reputazione».